# Sheriff Suma
Sheriff Awilo Suma est un footballeur international sierraléonais né le 12 octobre 1986.

## Carrière
- 2002-2005 : Kallon FC  Sierra Leone
- 2005-2006 : Åtvidabergs FF  Suède
- 2007-2008 : GAIS  Suède
- 2008 : → FK Haugesund (prêt)  Norvège
- 2009-2010 : Ermis Aradippou  Chypre
- 2010 : Kocaelispor  Turquie
- 2010- : Jönköpings Södra  Suède